# Arbeitsgruppe Zukunft
Arbeitsgruppe Zukunft ist eine deutsche Band mit sozialkritischen Texten.

## Geschichte
Die Band wurde im Jahr 2015 gegründet. Gründungsmitglieder waren die Kabarettisten Marc-Uwe Kling, Michael Krebs und Julius Fischer. Neben ihnen waren noch Boris the Beast und Onkel dabei.
Anfangs tourte die Band durch Deutschland. Die Konzerte waren meist ausverkauft. Die Songs der Band wurden anfangs live gespielt. Am 2. Oktober 2015 erschien das Livealbum Viel Schönes Dabei - Live. Es enthielt 15 Lieder. Das Album beinhaltet 15 Songs der Arbeitsgruppe Zukunft, welche auf der Tour der Band mitgeschnitten wurden.
Am 1. Februar 2019 erschien das Album Das nächste große Ding. Es enthielt 17 Songs, welche unterschiedliche Genres vorweisen. So gibt es rockige Lieder oder auch langsame Balladen. Die Band möchte damit ein Schubladendenken vermeiden. Inhaltlich weist das Album Gesellschaftskritik auf. Das Album wurde in verschiedenen Versionen eingespielt. So war der Titel Freunde mit mehreren Remixen der Soundtrack des Kinofilms Känguru-Chroniken, bei dem Kling der Drehbuchautor war.  Das Album erschien bei Staatsakt. 2020 erschien die EP Freunde mit vier verschiedenen Versionen des Songs. Inhaltlich waren diese Versionen auf den Kinofilm gestützt.

## Diskografie

### Alben
- 2015: Viel Schönes dabei - Live
- 2019: Das nächste große Ding

### EPs
- 2020: Freunde